# José Sasportes
José Estêvão Cangarato Sasportes (ur. 4 grudnia 1937 w Lizbonie) – portugalski historyk tańca, dyplomata i nauczyciel akademicki, w latach 2000–2001 minister kultury.

## Życiorys
Pracował w portugalskiej dyplomacji, kierował działem prasowym ambasady w Rzymie i w stałym przedstawicielstwie przy ONZ w Nowym Jorku. Był radcą kulturalnym na placówkach w Waszyngtonie i Sztokholmie. Zajmował się również dziennikarstwem. Autor sztuk teatralnych, a także publikacji książkowych poświęconych historii tańca. Wykładał historię i estetykę tańca oraz historię teatru w konserwatorium lizbońskim, a także w Kanadzie i we Włoszech. Był dyrektorem w Fundação Calouste Gulbenkian i doradcą na Universidade Técnica de Lisboa.
Od lipca 2000 do lipca 2001 sprawował urząd ministra kultury w drugim rządzie Antónia Guterresa.

## Odznaczenia
- Komandor Orderu Infanta Henryka (1981)[3]
- Wielki Oficer Orderu Zasługi (1992)[3]